# Allophylus petelotii
Allophylus petelotii là một loài thực vật có hoa trong họ Bồ hòn. Loài này được Merr. mô tả khoa học đầu tiên năm 1938.